# Jemima
Jemima  è un nome proprio di persona inglese femminile.

## Varianti
- Femminili: Jemimah[3]

### Varianti in altre lingue
- Ebraico: יְמִימָה (Yemima, Yemimah, Ymiymah)[1][2][3][4]

## Origine e diffusione
Riprende il nome ebraico יְמִימָה (Yemima), presente nell'Antico Testamento, dove è portato da una delle figlie di Giobbe (Gb 42:14): come molti altri nomi biblici, cominciò ad essere usato in inglese dopo la Riforma protestante, in ambienti puritani.
Etimologicamente, Jemima risale ad una radice ebraica che ha il significato di "caldo"; significa quindi "calorosa", "affezionata": Molto di frequente il significato viene riportato come "colomba" o "piccola colomba", termine che in ebraico deriva dalla stessa radice, il che lo renderebbe affine per semantica a nomi quali Paloma, Colombo, Dove, Giona e Semiramide. Viene anche ricondotto al termine yemamah, "giorno" (sempre dalla medesima radice), interpretandolo come "brillante come il giorno".

## Onomastico
Il nome è adespota, cioè non è portato da alcuna santa, quindi l'onomastico ricade il 1º novembre, in occasione di Ognissanti.

## Persone
- Anne Jemima Clough, attivista britannica
- Jemima Kirke, pittrice e attrice britannica
- Jemima Rooper, attrice britannica
- Jemima West, attrice britannica naturalizzata francese

## Il nome nelle arti
- Jemima è un personaggio del musical Cats.
- Jemima è un personaggio della storia di Beatrix Potter The Tale of Jemima Puddle-Duck.
- Jemima è un personaggio del film del 1919 Counterfeit, diretto da George Fitzmaurice.
- Jemima Boone è un personaggio della serie televisiva Daniel Boone.
- Jemima Brown è un personaggio del film del 1975 Assassinio sull'Eiger, diretto da Clint Eastwood.
- Jemima Pinkerton è un personaggio del film del 1923 La fiera delle vanità, diretto da Hugo Ballin.
- Jemima Potts è un personaggio del film del 1968 Citty Citty Bang Bang, direttom da Ken Hughes.
- Jemima Surrender è una canzone dei The Band del 1969 dedicata ad una donna di nome Jemima.